# Melanie Behringer
Melanie Behringer (Hoogeveen, 19 novembre 1985) è un'ex calciatrice tedesca, di ruolo centrocampista.
Plurititolata sia a livello di club, due titoli di Campione di Germania, con il Bayern Monaco, e due Coppe di Germania, con l'1. FFC Francoforte, che con la nazionale tedesca, vanta numerose presenze in nazionale sia a livello giovanile che con la  nazionale maggiore, collezionando due medaglie olimpiche, un Oro e un Bronzo, due Mondiali, di cui uno Under-19, due Europei e tre Algarve Cup. Si ritira dal calcio nell'estate 2019, dopo aver sofferto di un grave incidente al ginocchio mai completamente ristabilitosi.

## Statistiche

### Presenze e reti nei club
Statistiche aggiornate al 31 agosto 2019.
| Stagione                  | Squadra                   | Campionato                | Campionato | Campionato | Coppe nazionali | Coppe nazionali | Coppe nazionali | Coppe continentali | Coppe continentali | Coppe continentali | Altre coppe | Altre coppe | Altre coppe | Totale | Totale |
| Stagione                  | Squadra                   | Comp                      | Pres       | Reti       | Comp            | Pres            | Reti            | Comp               | Pres               | Reti               | Comp        | Pres        | Reti        | Pres   | Reti   |
| ------------------------- | ------------------------- | ------------------------- | ---------- | ---------- | --------------- | --------------- | --------------- | ------------------ | ------------------ | ------------------ | ----------- | ----------- | ----------- | ------ | ------ |
| 2003-2004                 | Friburgo                  | BL                        | 20         | 5          | CG              | ?               | ?               | -                  | -                  | -                  | -           | -           | -           | 20+    | 5+     |
| 2004-2005                 | Friburgo                  | BL                        | 20         | 7          | CG              | ?               | ?               | -                  | -                  | -                  | -           | -           | -           | 20+    | 7+     |
| 2005-2006                 | Friburgo                  | BL                        | 22         | 6          | CG              | ?               | ?               | -                  | -                  | -                  | -           | -           | -           | 22+    | 6+     |
| 2006-2007                 | Friburgo                  | BL                        | 13         | 5          | CG              | ?               | ?               | -                  | -                  | -                  | -           | -           | -           | 13+    | 5+     |
| 2007-2008                 | Friburgo                  | BL                        | 22         | 7          | CG              | ?               | ?               | -                  | -                  | -                  | -           | -           | -           | 22+    | 7+     |
| Totale Friburgo           | Totale Friburgo           | Totale Friburgo           | 97         | 30         |                 | ?               | ?               |                    | -                  | -                  |             | -           | -           | 97+    | 30+    |
| 2008-2009                 | Bayern Monaco             | BL                        | 22         | 5          | CG              | 1               | 0               | -                  | -                  | -                  | -           | -           | -           | 23     | 5      |
| 2009-2010                 | Bayern Monaco             | BL                        | 13         | 4          | CG              | -               | -               | UWCL               | 2                  | 0                  | -           | -           | -           | 15     | 4      |
| 2010-2011                 | 1. FFC Francoforte        | BL                        | 21         | 6          | CG              | 4               | 1               | -                  | -                  | -                  | -           | -           | -           | 25     | 7      |
| 2011-2012                 | 1. FFC Francoforte        | BL                        | 21         | 5          | CG              | 5               | 0               | UWCL               | -                  | -                  | -           | -           | -           | 26     | 5      |
| 2012-2013                 | 1. FFC Francoforte        | BL                        | 18         | 2          | CG              | 1               | 0               | -                  | -                  | -                  | -           | -           | -           | 19     | 2      |
| 2013-2014                 | 1. FFC Francoforte        | BL                        | 22         | 5          | CG              | 5               | 1               | -                  | -                  | -                  | -           | -           | -           | 27     | 6      |
| Totale 1. FFC Francoforte | Totale 1. FFC Francoforte | Totale 1. FFC Francoforte | 82         | 18         |                 | 15              | 2               |                    | -                  | -                  |             | -           | -           | 97     | 20     |
| 2014-2015                 | Bayern Monaco             | BL                        | 20         | 5          | CG              | 3               | 0               | -                  | -                  | -                  | -           | -           | -           | 23     | 5      |
| 2015-2016                 | Bayern Monaco             | BL                        | 21         | 7          | CG              | 4               | 1               | UWCL               | 2                  | 1                  | -           | -           | -           | 27     | 9      |
| 2016-2017                 | Bayern Monaco             | BL                        | 20         | 5          | CG              | 1               | 0               | UWCL               | 5                  | 1                  | -           | -           | -           | 26     | 6      |
| 2017-2018                 | Bayern Monaco             | BL                        | 18         | 4          | CG              | 4               | 0               | UWCL               | 2                  | 0                  | -           | -           | -           | 24     | 4      |
| 2018-2019                 | Bayern Monaco             | BL                        | -          | -          | CG              | -               | -               | UWCL               | -                  | -                  | -           | -           | -           | -      | -      |
| Totale Bayern Monaco      | Totale Bayern Monaco      | Totale Bayern Monaco      | 114        | 30         |                 | 13              | 1               |                    | 11                 | 2                  |             | -           | -           | 138    | 33     |
| Totale carriera           | Totale carriera           | Totale carriera           | 293        | 78         |                 | 28+             | 3+              |                    | 11                 | 2                  |             | -           | -           | 332+   | 83+    |

## Palmarès

### Club
- Campionato tedesco: 2

Bayern Monaco: 2014-2015, 2015-2016
- Coppa di Germania: 2

1. FFC Francoforte: 2010-2011, 2013-2014

### Nazionale
- Campionato mondiale: 1

2007
- Campionato d'Europa: 2

2009, 2013
- Campionato mondiale under 19: 1

2004
- Algarve Cup: 3

2006, 2012, 2014
- Bronzo olimpico: 1

Pechino 2008
- Oro olimpico: 1

Rio de Janeiro 2016

### Individuali
- Tor des Monats (Settembre 2009)[1]
- Miglior giocatrice del DFB-Hallenpokals 2005[2]
- Capocannoniere dei Giochi della XXXI Olimpiade (5 reti)